# Isthmura boneti
Isthmura boneti é uma espécie de anfíbio caudado da família Plethodontidae. Está presente no México. A UICN classificou-a como vulnerável.